# 奧地利的鄂圖·法蘭茲
奧托·弗朗茨大公（德語：Erzherzog Otto Franz，1865年—1906年），全名奧托·弗朗茨·約瑟夫·卡爾·路德維希·瑪麗亞（德語：Otto Franz Josef Karl Ludwig Maria），奧地利哈布斯堡王朝皇室成員，皇储弗朗茨·斐迪南大公之弟。其子卡爾於1916年即位為帝，成為奧匈帝國末代皇帝。
奧托·法蘭茲以其浪荡荒淫，行为不端而声名狼藉。 他在1886年娶了萨克森王国的约瑟珐公主。其兄弗朗茨·斐迪南大公和妻子霍恩貝格女公爵蘇菲为贵庶通婚，子女失去继承权。他放弃继承权，让位于其长子卡爾。
1906年因染梅毒逝世，年仅41岁。

## 家庭成员
- 父亲:卡爾·路德維希大公
- 母亲: 两西西里王国的玛丽亚·安农齐亚塔公主公主
- 妻子:萨克森王国的約瑟琺公主
- 子女:

1. 卡爾一世（1887年8月17日—1922年4月1日）
2. 马克西米利安·欧根（1895年4月13日—1952年1月19日）